# Ursoaia (okręg Dolj)
Ursoaia – wieś w Rumunii, w okręgu Dolj, w gminie Argetoaia. W 2011 roku liczyła 60 mieszkańców.